# Amiga 500 Plus
Il Commodore Amiga 500 Plus o Commodore A-500 Plus (abbreviazioni comunemente utilizzate: "Amiga 500 Plus", "Amiga 500+", "A-500 Plus", "A500 Plus", "500 Plus", "A500+", "500+") è un home computer della Commodore Business Machines Inc. basato sulla piattaforma informatica Amiga e commercializzato tra il 1991 e il 1992 in vari Paesi del mondo tra cui l'Italia. In particolare il Commodore Amiga 500 Plus è una versione aggiornata del Commodore Amiga 500 in grado di soddisfare esigenze hardware e software accresciute rispetto al 1987, anno in cui il Commodore Amiga 500 fu introdotto sul mercato.
Nonostante dunque il Commodore Amiga 500 Plus apparisse destinato a soppiantare il Commodore Amiga 500, ciò non si verificò mai: in quanto richiesto dal mercato, il Commodore Amiga 500 continuò (sebbene solo per alcuni mesi) a essere prodotto e commercializzato anche dopo l'uscita dal mercato del Commodore Amiga 500 Plus. Questo perché il Commodore Amiga 500 all'epoca era la macchina per videogiochi più venduta al mondo, e i programmatori di videogiochi, a causa della forte concorrenza tra le software house videoludiche, spremevano tutto il potenziale dell'hardware accedendo ad esso direttamente senza passare dal sistema operativo. Tale pratica rese incompatibili con il Commodore Amiga 500 Plus la maggior parte dei videogiochi creati per il Commodore Amiga 500. Di conseguenza molti acquirenti videoludici, per non rinunciare al vastissimo catalogo di videogiochi disponibile per il Commodore Amiga 500, continuarono a optare per quest'ultimo.
Il Commodore Amiga 500 Plus fu soppiantato dal Commodore Amiga 600 e dal Commodore Amiga 600HD, usciti in commercio vari mesi prima che la produzione e commercializzazione del Commodore Amiga 500 Plus fosse terminata.

## Descrizione
L'Amiga 500 Plus è un computer desktop con tastiera alfanumerica incorporata nell'unità centrale (quindi in perfetto stile home computer degli anni ottanta). Un display video, indispensabile per il pieno utilizzo del computer, deve essere reperito a parte collegando all'unità centrale un monitor o un televisore compatibile (tra i vari monitor compatibili con l'Amiga 500 Plus all'epoca erano disponibili in commercio anche vari modelli Commodore). La tastiera alfanumerica incorporata nell'unità centrale è una QWERTY a 92 tasti completa di tastierina numerica.
L'unica periferica in dotazione all'Amiga 500 Plus è un mouse meccanico a due tasti che per funzionare deve essere collegato via cavo all'unità centrale (il cavo è parte del mouse). Il mouse è gestito di serie dal sistema operativo AmigaOS fornito in dotazione nella versione 2.04. L'unico altro componente dell'Amiga 500 Plus non integrato nell'unità centrale è un alimentatore elettrico (necessario al funzionamento dell'unità centrale). L'alimentatore deve essere collegato via cavo all'unità centrale e all'impianto elettrico ed è dotato di interruttore con funzione di accensione/spegnimento del computer.
Per quanto riguarda la memoria di massa, l'Amiga 500 Plus ha incorporato nell'unità centrale un drive per floppy disk da 3,5" DS/DD. In commercio all'epoca erano disponibili anche hard disk e lettori di CD esterni da collegare alla porta d'espansione presente sul lato sinistro dell'unità centrale. Tra i vari disponibili in commercio all'epoca anche modelli Commodore: il Commodore A590 (hard disk da 20 MB con relativo controller) e il Commodore A570 (lettore di CD con relativo controller).
L'Amiga 500 Plus esteticamente è uguale all'Amiga 500: l'unico elemento che permette di distinguere l'Amiga 500 Plus dall'Amiga 500 è la scritta "Commodore A-500 Plus" presente sull'unità centrale. Da un punto di vista hardware e software le caratteristiche distintive dell'Amiga 500 Plus rispetto all'Amiga 500 sono invece le seguenti:
- 1 MB di Chip RAM (l'Amiga 500 ha 512 kB di Chip RAM);
- 512 kB di ROM contenente il Kickstart 2.04 (l'Amiga 500 ha 256 kB di ROM contenente il Kickstart 1.2 o 1.3);
- chipset ECS con Fat Agnus in grado di indirizzare fino a 2 MB di Chip RAM (l'Amiga 500 ha il chipset OCS con Fat Agnus in grado di indirizzare fino a 512 kB o 1 MB di Chip RAM);
- batteria ricaricabile per mantenere impostato l'orologio di sistema anche quando si toglie l'alimentazione elettrica al computer (l'Amiga 500 è priva di tale batteria);[7]
- sistema operativo AmigaOS 2.04 (l'Amiga 500 ha l'AmigaOS 1.2 o 1.3).

## Orologio di sistema e problematiche connesse
L'Amiga 500, tra le svariate utilità esistenti, presentava l'orologio di sistema. Anche l'Amiga 500 Plus era dotato di orologio di sistema, ma per consentirne il funzionamento a computer spento era stata aggiunta una piccola batteria ricaricabile direttamente sulla scheda madre. Come spesso accade però, le batterie dopo anni di inutilizzo si rompono e lasciano uscire l'acido. Questo se non rimosso prontamente attacca le piste presenti sulla scheda, distruggendole. Un problema non da poco, a cui difficilmente si può porre rimedio. La soluzione migliore è quindi armarsi di saldatore e rimuovere la batteria, pulire con cautela la scheda e poi, a scelta, decidere se rimettere una batteria o lasciarlo semplicemente senza. In questo caso il computer funzionerà comunque correttamente, ma ogni volta che lo si spegnerà si perderanno le impostazioni dell'orologio.

## Specifiche tecniche
- CPU: Motorola 68000 (bus indirizzi a 24 bit; bus dati a 16 bit; frequenza di clock: 7,09 MHz, nella versione di Amiga 500 Plus per i Paesi utilizzanti lo standard televisivo PAL, o 7,16 MHz, nella versione di Amiga 500 Plus per i Paesi utilizzanti lo standard televisivo NTSC).
- Chipset: ECS con Fat Agnus in grado di indirizzare fino a 2 MiB di Chip RAM.
- ROM: 512 KiB contenenti il Kickstart 2.04.
- RAM: 1 MiB configurati come 1 MiB di Chip RAM (RAM accessibile sia alla CPU che ai coprocessori) e 0 byte di Fast RAM (RAM accessibile solo alla CPU).
- Grafica: 320×256 progressiva o 320×512 interlacciata con 32 colori visualizzabili contemporaneamente da una palette di 4096, 640×256 progressiva o 640×512 interlacciata con 16 colori visualizzabili contemporaneamente da una palette di 4096.
- Suono: stereofonico generato da 4 canali audio PCM (2 per il canale stereo sinistro e 2 per il canale stereo destro) con risoluzione 8 bit/28 kHz (ampiezza dei campioni/frequenza dei campioni).
- Drive di serie: 1 floppy disk drive da 3,5" DS/DD[1] (alloggiato nell'unità centrale) in grado di memorizzare sul floppy disk fino a 880 KiB utilizzando il file system dell'AmigaOS.
- Vani per drive generici: non presenti.
- Vani per drive custom: 1 da 3,5" situato nell'unità centrale e occupato dal floppy disk drive.
- Periferiche di serie: mouse meccanico a due tasti da collegare all'unità centrale via cavo.
- Sistema operativo di serie: AmigaOS 2.04  (sistema operativo dotato, fin dalla prima release 1.0 del 1985, di doppia shell: una con interfaccia a riga di comando e l'altra con interfaccia grafica WIMP a colori).
- Connessioni: 1 RGB-video, 1 parallela, 1 seriale, 1 disk drive, 3 audio (mono, right, left), 2 controller (mouse, joystick, ecc.).